# It’s in the Bag!
It’s in the Bag! ist eine US-amerikanische Krimikomödie von Richard Wallace aus dem Jahr 1945. Der Film basiert frei auf dem Roman Zwölf Stühle von Ilja Ilf und Jewgeni Petrow, die Vorlage wird jedoch nicht im Vorspann erwähnt.

## Handlung
Der bejahrte Millionär Frederick Trumble ist dabei, sein Testament zu ändern und will sein finanzielles Vermögen von 12 Millionen Dollar seinem unbekannten Neffen Fred Floogle vermachen. Als er das Geld sichern will, wird er erschossen und ihm wird eine Pistole in die Hand gelegt, alles sieht nach Selbstmord aus.
Währenddessen hat Fred Floogle, ein erfolgloser Flohzirkusdirektor, selbst Probleme. Er hat Wettschulden beim Buchmacher Morty und seine Tochter Marion will Perry, den Sohn des reichen Mr. Parker, heiraten, mit dem Floogle oft streitet.
Als die Zeitung über das Erbe berichtet, denken alle an die 12 Millionen. Freds Lebensstil ändert sich: er verkauft seinen Flohzirkus, zieht mit der Familie ins Penthaus eines teuren Hotels, wo die Familie in Saus und Braus lebt, Monty bietet ihm hohe Wettkredite an. Auch Perry erzählt Marion von einer von ihm erfundenen Mausefalle, mit der er Geld verdienen will. Es ist eine Hochzeit in wenigen Tagen im Hotel geplant. Mr. Parker bietet Fred an, sich mit 25.000 Dollar an Perrys Mausefalle zu beteiligen.
Als der Anwalt Jefferson T. Pike und zwei Geschäftspartner Trumbles, Mr. Gardiner und Mr. Arnold, das Testament verlesen, erfahren Eve und Fred, dass die 12 Millionen nicht mehr da sind, das ganze Erbe besteht aus einem Billardtisch und fünf Stühlen. Am nächsten Tag werden die Stühle dem Antiquitätenhändler Finnley für 300 Dollar verkauft. Homer, der intelligente Sohn der Floogles, merkt sich die Käufernamen von einer Liste, aber als ein Feuer im Laden ausbricht, vergisst er sie durch den Schock wieder.
Von Detektiv Sully, der nicht an den Selbstmord glaubt, wird Fred des Mordes an Trumble verdächtigt, da er alleiniger Erbe war. Als Sully verschwindet, erhält Fred eine Schallplatte mit einer persönlichen Botschaft von Frederic Trumble, aus der Fred erfährt, dass Trumble sein Restvermögen von 300 000 Dollar in einem der hinterlassenen fünf Stühle versteckt hat. Die 12 Millionen wurden ihm gestohlen, die Namen der Schwindler sind ebenfalls im Stuhl versteckt. Daraufhin versucht Fred alles, um die Stühle zu finden.
Als Homer sich erholt hat, erinnert er sich langsam an die Namen, auch mit Hilfe des verrückten Psychiaters Greengrass. So ist ein Stuhl bei Jack Benny, einer im Kino, zwei in einen Nachtclub. Bei der Suche hier beginnt eine Rauferei mit Todesfall, wobei auch Gardiner getötet wird. Wieder wird Fred verdächtigt und kommt ins Gefängnis. Dort erfährt Fred von Mr. Pike, dass in den Stühlen nichts war, wie auch in den anderen, worauf Fred klar wird, dass Pike und seine Mitarbeiter seinen Onkel Trumble umgebracht haben. Fred wird von Sully freigelassen.
Den letzten Stuhl findet Fred bei Bill Bendix' Gangsterbande, wo er auch tatsächlich die 300 000 Dollar darin findet. Dabei wird er Zeuge, wie die Gang Bill Bendix durch den elektrischen Stuhl umbringen will. Als Bendix für tot erklärt wird, wird Fred bemerkt und die Gangster zwingen ihn, Bendix zum Fluss zu tragen. Als die Gangster aber von der Polizei aufgehalten werden, wird wieder Fred verdächtigt. Es stellt sich heraus, Bendix ist nicht tot, dank einer kugelsicheren Weste. Zusammen mit Homer und Fred konfrontieren sie Pike und Arnold mit der Anschuldigung, Frederic Trumble ermordet zu haben, die es auch gestehen.
Zuhause mit dem Geld, lehnt Fred die Mausefalle ab. Aber die Hochzeit findet wie geplant statt.

## Hintergrund
Der Film beginnt damit, dass Fred Allen, als einziger Darsteller, die vierte Wand durchbricht und auch im Film mehrmals mit den Zuschauern spricht (mit den Ausnahmen von Jack Benny in seiner Szene sowie Sully und einem Anwalt am Ende des Films). So kommentiert er im Vorspann die absurde Idee des Vorspanns (Warum müssen Sie sich für 20 Minuten irgendwelche Namen anschauen? Wer weiß, wer diese Leute sind? Wen kümmert's? Solche Namen finden Sie in jedem Telefonbuch.). Im Originaldrehbuch sollte er auch im Hintergrund das Geschehen kommentieren, die Idee wurde im Film aber nicht verwirklicht.
Der Film wurde am 21. April 1945, zweieinhalb Wochen vor dem Ende des Zweiten Weltkrieges, veröffentlicht.